# Sevilla FC TV
Sevilla FC TV es un canal sevillano que es propiedad del Sevilla Fútbol Club. En noviembre de 2006 comenzaron las emisiones de forma regular en el canal 37, y a partir de mayo de 2010 emite en el canal 56 de TDT para la demarcación de Sevilla (licencia concedida por la Junta de Andalucía).
El 10 de julio de 2018 el operador Vodafone TV procedió a incorporar el canal "Sevilla FC TV HD" al dial 318 con resolución HD 1080i

## Programación
- La Bombonera debate. Presentado por Miguel Ángel Moreno, los lunes a las 21:30. La mejor tertulia y análisis del partido del Sevilla del fin de semana y comentarios de otros ámbitos del club. De vez en cuando, asisten al programa personas importantes de la entidad, como José Castro o Monchi. Es repetido los martes a las 11:00.
- SFC noticias. Presentado por María Sierra Moreno y Manolo Ruiz. En el «telediario» del canal se hablan de todas las noticias que rodean al Sevilla, nuevos fichajes, resúmenes de partidos, ruedas de prensa, etc. Se emite en directo de lunes a viernes a las 15:00 y a las 21:00, y es repetido a las 00:30 de la noche.
- Partidos de pretemporada. El canal ofrece en directo partidos de pretemporada del club.
- Ruedas de prensa y presentaciones de fichajes. El día antes de cada partido del Sevilla, el canal emite desde la Ciudad Deportiva José Ramón Cisneros Palacios la rueda de prensa del director técnico, Jorge Sampaoli en la actualidad. También emite presentaciones de fichajes desde dos puntos de conexión: la sala de prensa y el campo del estadio Ramón Sánchez Pizjuán.
- La previa y el post-partido. En cada partido en casa, el canal emite una previa del encuentro con declaraciones a pie de campo, alineación de ambos equipos, análisis del rival y marcadores de otros partidos de la jornada. Durante el partido, el canal se queda solamente con la narración de SFC Radio (ya que no puede emitir el partido por su alto coste), y en el post-partido se emite la rueda de prensa de ambos entrenadores, impresiones de los jugadores del Sevilla en zona mixta y un amplio resumen del encuentro.
- El crack. El concurso presentado por el showman Javi Nemo, sale a las calles de Sevilla en cada programa en busca de sevillistas que quieran someterse a 6 preguntas sobre el Sevilla y convertirse en el «crack» del Sevilla F. C. y conseguir un abono gratis para la siguiente temporada y otros grandes premios. Se retransmite en directo los martes a las 21:30 y se repite los jueves a las 21:30.
- Woman SFC. Dirigido principalmente a las mujeres, y presentado por María Sierra Moreno. Se hacen entrevistas a personas relacionadas con la moda, con el cine, con el teatro, etc., y en la que en la mayoría son sevillistas reconocidos.
- Tal como éramos. Es un paseo por el tiempo en la historia sevillista. Manolo Ruiz y José Antonio Sánchez Araújo entrevistan a técnicos, jugadores y directivos que pasaron por la entidad de Nervión.
- Redifusiones. El canal también emite partidos históricos, derbis históricos, reportajes y vídeos musicales relacionados con la entidad.

## Cómo se puede ver al canal
A través de la televisión de pago de Vodafone TV a nivel nacional en el dial 318.
También se puede visualizar el canal en línea desde la página web del club, donde también se retransmite en directo la señal de SFC Radio, y desde las siguientes poblaciones de la provincia de Sevilla:
- Albaida del Aljarafe
- Alcalá del Río
- La Algaba
- Aznalcázar
- Benacazón
- Bollullos de la Mitación
- Bormujos
- Brenes
- Camas
- Carmona
- Carrión de los Céspedes
- Castilleja de Guzmán
- Castilleja de la Cuesta
- Castilleja del Campo
- Espartinas
- Gines
- Huévar del Aljarafe
- Olivares
- Pilas
- La Rinconada
- Salteras
- San Juan de Aznalfarache
- Sanlúcar la Mayor
- Santiponce
- Sevilla
- Tocina
- Tomares
- Umbrete
- Valencina de la Concepción
- Villanueva del Ariscal